# Epopostruma frosti
Epopostruma frosti är en myrart som först beskrevs av Brown 1948.  Epopostruma frosti ingår i släktet Epopostruma och familjen myror. Inga underarter finns listade i Catalogue of Life.